# Nana (vattendrag)
Nana är en 276 km lång flod i Centralafrikanska republiken, ett biflöde till Mambéré. Den rinner genom den västra delen av landet, 300 km väster om huvudstaden Bangui.